# Kabinett De Gasperi IV
Das Kabinett De Gasperi IV regierte Italien vom 1. Juni 1947 bis zum 23. Mai 1948. Davor regierte das Kabinett De Gasperi III, danach das Kabinett De Gasperi V. Die Regierung von Ministerpräsident Alcide De Gasperi wurde von folgenden Parteien in der Verfassunggebenden Versammlung getragen:
- Democrazia Cristiana (DC)
- Partito Socialista dei Lavoratori Italiani (PSLI)
- Partito Repubblicano Italiano (PRI)
- Partito Liberale Italiano (PLI)

Am 1. Januar 1948 war die neue Verfassung der Republik Italien in Kraft getreten, die von der Verfassunggebenden Versammlung ausgearbeitet worden war. Auf der Grundlage der neuen Verfassung konnten am 18. April 1948 die ersten regulären Parlamentswahlen der Republik stattfinden, die die Christdemokraten De Gasperis gewannen. Das neu konstituierte Parlament wählte am 12. Mai Luigi Einaudi zum ersten italienischen Staatspräsidenten. Der Rücktritt De Gasperis war eine reine Formalität. Sein folgendes fünftes Kabinett blieb fast unverändert.

## Minister

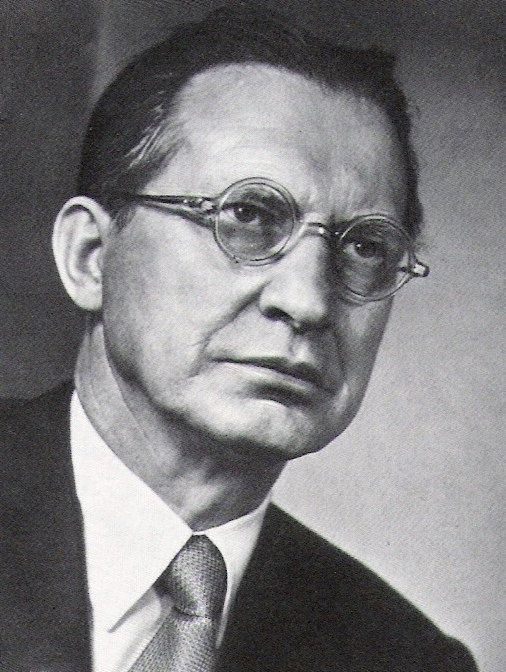
Alcide De Gasperi

| Ministerien                          | Name | Partei       |
| ------------------------------------ | --- | ------------ |
| Ministerpräsident                    | Alcide De Gasperi                                                                                                  | DC           |
| Stellvertretende Ministerpräsidenten | Luigi Einaudi (bis 12. Mai 1948) Randolfo Pacciardi (ab 15. Dezember 1947) Giuseppe Saragat (ab 15. Dezember 1947) | PLI PRI PSLI |
| Äußeres                              | Carlo Sforza | PRI          |
| Inneres                              | Mario Scelba | DC           |
| Justiz                               | Giuseppe Grassi | PLI          |
| Verteidigung                         | Mario Cingolani (bis 15. Dezember 1947) Cipriano Facchinetti (ab 15. Dezember 1947)                                | DC PRI       |
| Finanzen                             | Giuseppe Pella | DC           |
| Schatz                               | Gustavo Del Vecchio                                                                                                | DC           |
| Haushalt                             | Luigi Einaudi | PLI          |
| Landwirtschaft                       | Antonio Segni | DC           |
| Öffentliche Arbeiten                 | Umberto Tupini | DC           |
| Verkehr                              | Guido Corbellini                                                                                                   | DC           |
| Industrie                            | Giuseppe Togni (bis 15. Dezember 1947) Roberto Tremelloni (ab 15. Dezember 1947)                                   | DC PSLI      |
| Außenhandel                          | Cesare Merzagora                                                                                                   | DC           |
| Post                                 | Umberto Merlin (bis 15. Dezember 1947) Ludovico D’Aragona (ab 15. Dezember 1947)                                   | DC PSLI      |
| Arbeit und Soziales                  | Amintore Fanfani                                                                                                   | DC           |
| Bildung                              | Guido Gonella | DC           |
| Handelsmarine                        | Paolo Cappa | DC           |
| Italienisches Afrika                 | Alcide De Gasperi                                                                                                  | DC           |
| Ohne Geschäftsbereich                | Giuseppe Togni (ab 15. Dezember 1947)                                                                              | DC           |